# Helminthoglypta walkeriana
Helminthoglypta walkeriana е вид коремоного от семейство Helminthoglyptidae. Видът е критично застрашен от изчезване.

## Разпространение
Разпространен е в САЩ.